# КМАруда
КМАруда — підприємство з видобутку і переробки залізних руд Курської магнітної аномалії на базі Коробковського родовища у Бєлгородській області Росії.
Комбінат «КМАруда» — первісток Курської магнітної аномалії — в 2001 році відзначив 70-річчя від дня закладення першої розвідувально-експлуатаційної шахти КМА.
2002 рік став для комбінату також ювілейним — 50-річчя від дня випуску першого концентрату із залізистих кварцитів.

## Характеристика
Запаси 1,6 млрд т. Вміст заліза 34,4%. Глибина розробки 335 м.
За 2002 рік випущено 1,8 млн тонн концентрату, що на 1,9% більше, ніж в 2001 році. У 2003 році «КМАруда» видобув 3,95 млн т залізистих кварцитів, виробив 1,8 млн т залізорудного концентрату, товарної продукції — на 835 млн крб., що на 23,4% перевищує показники 2002 року. За рахунок вдосконалення технологій, виробничих процесів і зниження питомої витрати матеріалів досягнуте максимальне завантаження виробничих потужностей. У 2004 р. році підприємство на 42%. збільшує інвестиції у розвиток виробничої бази.